# Mallinathapura, Nagamangala
Mallinathapura là một làng thuộc tehsil Nagamangala, huyện Mandya, bang Karnataka, Ấn Độ.